# Cordulephya divergens
Cordulephya divergens – gatunek ważki z rodziny Synthemistidae. Jest endemitem południowo-wschodniej Australii; występuje w okolicach Sydney we wschodniej części stanu Nowa Południowa Walia.